# 許起
許起（1433年—？），字立之，山東兖州府寧陽縣人，明朝政治人物。進士出身。

## 生平
山東鄉試第十四名。天順元年（1457年）丁丑科會試第九十六名，殿試登進士第二甲第十二名。

## 轶事
許起之父許彬，為閣臣。天順元年，許起與忠國公石亨侄石俊同登進士，時人有詩諷刺曰：「閣老賢郎真慷慨，總兵令侄獨軒昂」。

## 家族
曾祖許成，贈太常寺御。祖父許仲德，贈太常寺卿。父許彬，曾任禮部左侍郎兼翰林學士。